# Mai 1918

## Événements
- 2 mai : deuxième conférence d'Abbeville. Foch réclame l'autorité sur le front italien mais n'obtient qu'un pouvoir de coordination.

- 4 mai : premier vol du Junkers CL.I.

- 7 mai : traité de paix de Bucarest : la Roumanie cède la Dobroudja à la Bulgarie et une partie des Carpates à la double monarchie. En plus de ces pertes territoriales, le royaume est placé dans une stricte dépendance commerciale vis-à-vis du Reich. Le traité n'est pas ratifié par le roi.

- 8 mai : Action du 8 mai 1918, engagement naval qui s'est déroulé au large d'Alger, enter un sous-marin allemand et deux navires alliés.

- 9 mai : l'as français René Fonck abat 6 avions allemands au cours de la même journée.

- 10 mai : Sun Yat-sen, sous la pression des militaires, démissionne de ses fonctions de chef du gouvernement de Canton.

- 12 mai : Conférence de Spa, réunissant, à la demande de l'empereur allemand Guillaume II, les principaux responsables politiques du Reich et de la double monarchie. Dans le contexte de la révélation de l'Affaire Sixte, Charles Ier, empereur d'Autriche, roi de Hongrie, se voit imposer la vassalisation de son empire par le Reich.

- 14 mai : la branche aéronautique de l'United States Army est rebaptisée United States Army Air Service.

- 15 mai :
  - Indes néerlandaises : première réunion du Volksraad. Une partie des conseillers (la moitié, puis le tiers après 1927) est nommée. Les membres des Conseils locaux forment le corps électoral, divisé en 1927 en trois collèges (Néerlandais, sujets Néerlandais d'origine étrangère, Indonésiens). Peu représentatif, il est purement consultatif jusqu'en 1925;
  - inauguration de la ligne postale New York - Washington.

- 17 mai
  - France : première expérience d’un service aérien postal entre Nice et la Corse.
  - Japon : création de l'entreprise Kansai Paint.

- 18 mai : l'Allemagne prend la Géorgie sous sa protection.

- 19 mai : dernier raid de bombardiers (avions et dirigeables) allemands au-dessus de l'Angleterre.

- 22 - 26 mai : bataille de Sardarapat. Après trois batailles (Karakilissé, Sardarabad et Bach Abaran), les forces arméniennes bloquent l'avance turque sur Erevan.

- 24 mai, Canada : les femmes obtiennent le droit de vote au fédéral. Le Québec sera la dernière de toutes provinces à donner aux femmes le droit de vote en 1940. Ce droit sera donné aux femmes de toutes les autres provinces entre 1918 et 1922.

- 25 mai : guerre civile entre les armées russes blanches et rouges (fin en 1921) et intervention étrangère en Russie. Les alliés s'appuient sur les 45 000 soldats de la légion tchèque qui résiste aux bolcheviks.

- 26 mai : les Arméniens, au préalable sous la domination tsariste, proclament leur indépendance, fondant la république autonome d'Arménie, reconnue par les Alliés en 1920. Ministère à prépondérance dachnak sous la présidence de Hovannès Katchaznouni en Arménie.
  - 450 000 Arméniens se sont réfugiés dans l'Arménie indépendante, réduite à 9 000 km2. Ils s'ajoutent au 310 000 habitants (230 000 Arméniens, 80 000 musulmans). 40 000 réfugiés se trouvent dans la seule ville d'Erevan. La famine, le choléra et le typhus font plus de 180 000 victimes dans les six premiers mois.

- 27 mai  au 31 mai : 
  - Paris est bombardée par les Pariser Kanonen (et non la Grosse Bertha).

- 27 mai :
  - France : bataille de l'Aisne. Offensive allemande du Chemin des Dames (fin le 6 juin). .
  - L'Azerbaïdjan se proclame république indépendante (fin en 1920), mais le pays est occupé par l'Armée rouge.

- 28 mai, France : contre-offensive alliée en Picardie. La première division américaine enlève le village de Cantigny.

- 29 mai, Russie : décret rendant le service militaire obligatoire de 18 à 40 ans.

- 30 mai, France : les Allemands atteignent la Marne à Château-Thierry. Neuf obus sont lancés sur Paris.

## Naissances
- 1er mai : Grove Karl Gilbert (géologue américain († 6 mai 1943).
- 10 mai : Peter Poreku Dery, cardinal ghanéen, archevêque émérite de Tamale (en) († 6 mars 2008).
- 11 mai : Richard Feynman, physicien américain († 15 février 1988).
- 12 mai : Julius Rosenberg, espion américain condamné à mort († 19 juin 1953).
- 17 mai : Jean-Guy Sylvestre, critique littéraire, bibliothécaire et fonctionnaire québécois († 26 septembre 2010).
- 21 mai : Jacques Mitterrand, général d'armée aérienne et administrateur de société français, frère cadet de François Mitterrand et de Robert Mitterrand († 21 octobre 2009).
- 25 mai : Lucie Primot, résistante française († 25 juin 1979).
- 26 mai :
  - Prosper Depredomme, coureur cycliste belge († 8 novembre 1997).
  - Karel Thijs, coureur cycliste belge († 5 mars 1990).
- 27 mai : Yasuhiro Nakasone, personnalité politique japonais († 29 novembre 2019).
- 28 mai : Johnny Wayne, scénariste, acteur et compositeur canadien († 18 juillet 1990).

## Décès
- 30 mai : Gueorgui Plekhanov révolutionnaire russe (º 11 décembre 1856)
- 19 mai : Ferdinand Hodler, peintre suisse (° 14 mars 1853)